# النزاع العثماني المملوكي (1516–1517)
النزاع العثماني المملوكي هو سلسلة من المعارك دارت بين الدولة العثمانية قادها السلطان سليم الأول وبين الدولة المملوكية في (1516–1517)، وانتهت بسيطرة سليم الأول على أراضي المماليك وانتقلت الخلافة إلى سليم الأول ليصبح أول خليفة عثماني.

## خلفية
كانت العلاقة بين العثمانيين والمماليك متضاربة منذ فتح القسطنطينية في أيدي العثمانيين عام 1453، حيث تنافست الدولتان للسيطرة على تجارة التوابل وطمح العثمانيون في النهاية للسيطرة على المدن المقدسة للإسلام . أدى صراع سابق بين العثمانيين والمماليك استمر من عام 1485 إلى عام 1491 إلى طريق مسدود.
بحلول عام 1516 ساهمت انتصارات العثمانيين في رفع معنوياتهم حيث كان السلطان سليم الأول قد هزم لتوه الفرس الصفويين في معركة كلديران عام 1514  ووجهوا قوتهم الكاملة ضد المماليك الذين حكموا في سوريا ومصر لإكمال الغزو العثماني لهذه المنطقة.
زعم السلطان سليم أن المماليك كانوا مضطهدين مسلمين وأنهم متحالفون مع الشيعة الصفويين وبناءً على هذه الاتهامات ظهرت فتوى تنص على "من ساعد المضلل فهو زنديق أيضًا".
جند المماليك المزارعين والفلاحين من المناطق الريفية كجنود لحربهم القادمة مع العثمانيين، ردا على ذلك هرب هؤلاء الرجال لتجنب التجنيد، أدى ذلك إلى نقص في العمال الريفيين اللازمين لإنتاج الغذاء ونقص الخبز مما أدى إلى شبه مجاعة دمرت البلدات من القاهرة إلى الأناضول.
جمع كل من العثمانيين والمماليك 60 ألف جندي، ولكن لم يكن سوى 15000 جندي مملوكي محاربين مدربين والبقية كانوا مجرد مجندين لا يعرفون حتى كيف يطلقون البنادق. نتيجة لذلك هرب معظم المماليك وتجنبوا الخطوط الأمامية مما تسبب في هلاكهم، بالإضافة إلى ذلك وكما حدث في معركة كلديران فإن انفجارات المدافع والمدافع العثمانية أخافت الخيول المملوكية التي تشتت بلا حسيب ولا رقيب في كل اتجاه.

## المعارك

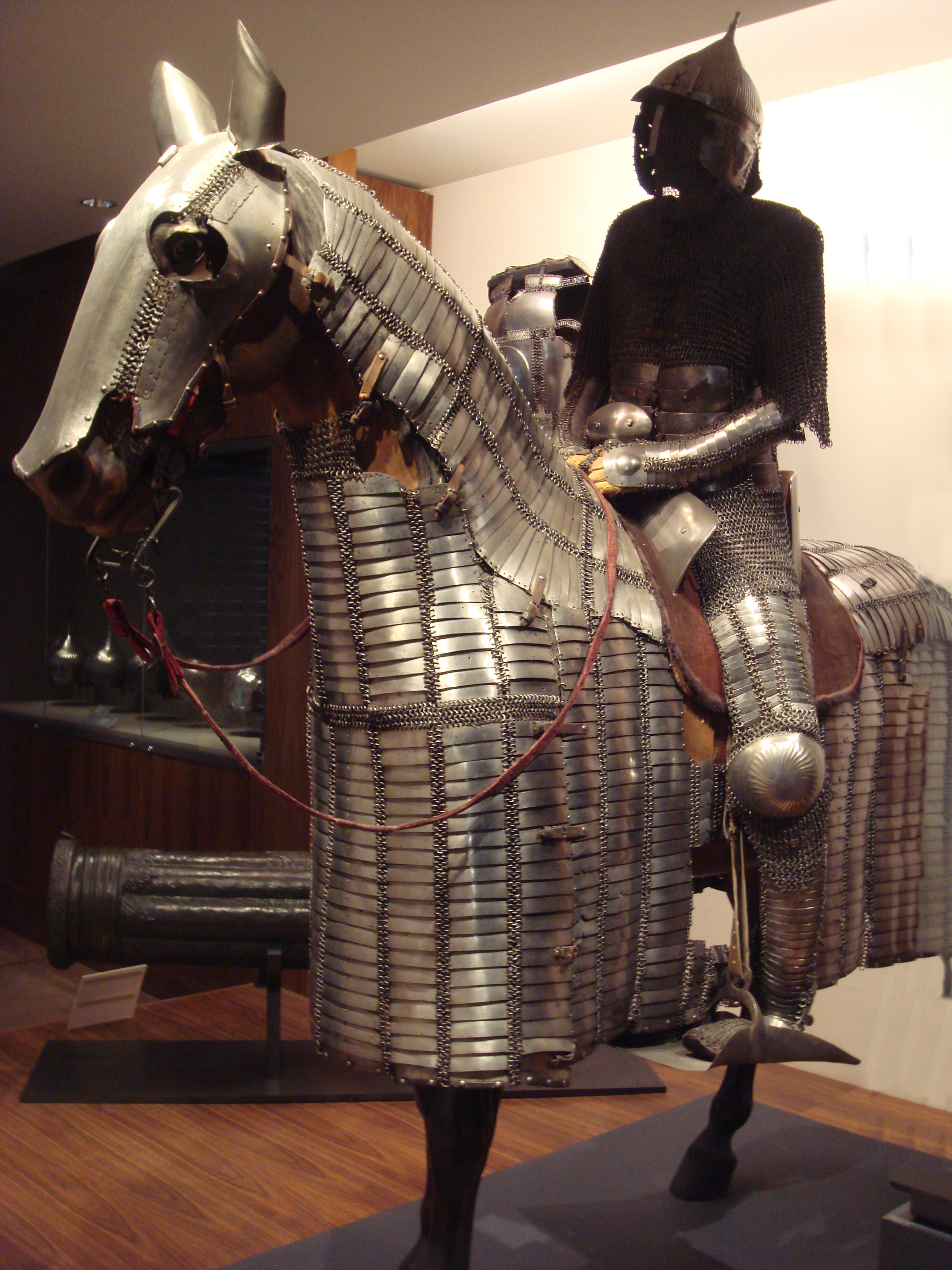
سلاح الفرسان العثماني سباهي ، ج. 1550. المتحف الحربي بباريس

تألفت الحرب من عدة معارك كان جيش المماليك تقليديًا إلى حد ما حيث كان يتكون أساسًا من سلاح الفرسان باستخدام الأقواس والسهام، بينما كان الجيش العثماني وخاصة الإنكشاريين يعد جيش متطور باستخدام الأركويبوس،  ظل المماليك فخورين بتقاليدهم وكانوا يميلون إلى تجاهل استخدام الأسلحة النارية.

### المعارك في بلاد الشام (1516)
استولى العثمانيون على مدينة دياربكير في جنوب شرق الأناضول،  كانت معركة مرج دابق (24 آب) حاسمة وقتل السلطان المملوكي قانصوه الغوري،  كان عدد العثمانيين يفوق عدد المماليك بمعدل 3 إلى 1،  سقطت سوريا تحت حكم العثمانيين في هذه المعركة.
وقعت معركة يونس خان بالقرب من غزة (28 أكتوبر) وكانت مرة أخرى هزيمة للمماليك.

### المعارك في مصر (1517)

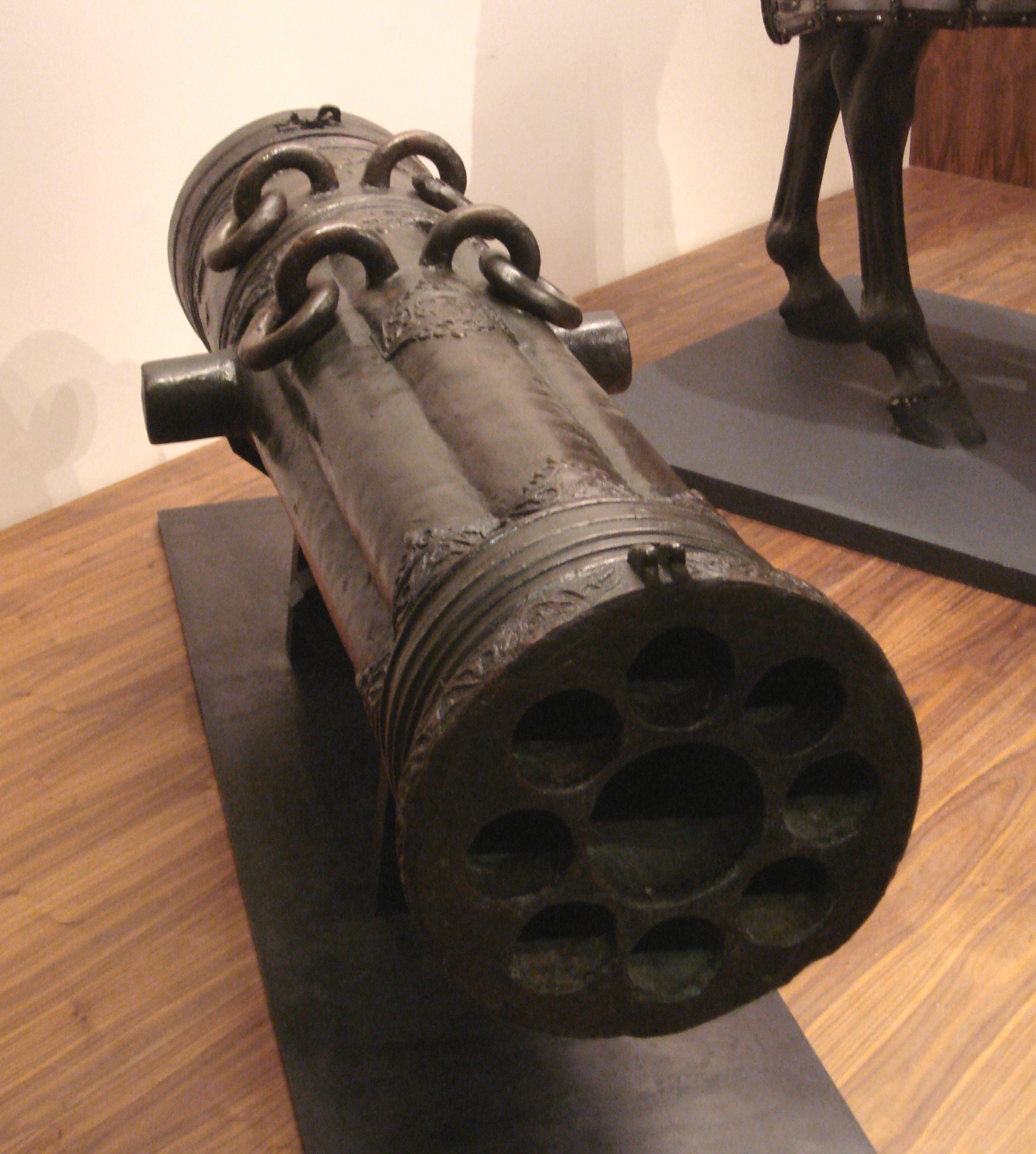
مدفع عثماني ذو 9 براميل ، أوائل القرن السادس عشر

خلف الغوري طومان باي ليصبح سلطان المماليك، قام بتجنيد عدد كبير من القوات من مختلف طبقات المجتمع والبدو، وحاول تجهيز جيوشه بكمية من المدافع والأسلحة النارية استخدمت في نطاق محدود. وعلى عتبة القاهرة وقعت معركة الريدانية (24 يناير) حيث قتل القائد العثماني هاديم سنان باشا،  وفي في هذه المعركة واجه سليم الأول وطومان باي بعضهما البعض ولكن تبين أن الأسلحة النارية والبنادق التي نشرها طومان باي عديمة الفائدة تقريبًا حيث تمكن العثمانيون من شن هجوم من الخلف.
كانت الحملة مدعومة بأسطول من حوالي 100 سفينة زودت القوات خلال حملتهم إلى الجنوب.
بعد بضعة أيام استولى العثمانيون على القاهرة ونهبوها،  وتم أسر الخليفة العباسي المتوكل الثالث،  أعاد طومان باي تجميع قواته في الجيزة لكنه بعدها وقع في الأسر وتم شنقه عند بوابة القاهرة.

### المعارك في البحر الأحمر (1517)
كان الأسطول العثماني لسلمان ريس متمركزًا بالفعل في البحر الأحمر بحلول عام 1517. خوفا من الأساطيل البرتغالية التي فرضت الحصار على باب المندب، كان هدف أساطيل سلمان الاشتباك مع البرتغاليين لتحرير طريق التجارة مع الهند وحماية أرض الحجاز المقدسة، على الرغم من الحرب المستمرة مع المماليك دافع العثمانيون عن جدة في ديسمبر 1517 وكانت آخر حامية للنظام المملوكي. ونتيجة لذلك استسلم شريف مكة بركات بن محمد أيضًا للعثمانيين بعد ثماني سنوات، ووضع مدينتي مكة والمدينة المقدستين تحت الحكم العثماني تابعة لهم بينما أصبحت جدة إيالة عثمانية.
امتدت القوة العثمانية حتى الروافد الجنوبية للبحر الأحمر على الرغم من أن سيطرتهم على اليمن ظلت جزئية وغير كاملة.

## نتائج ما بعد المعارك

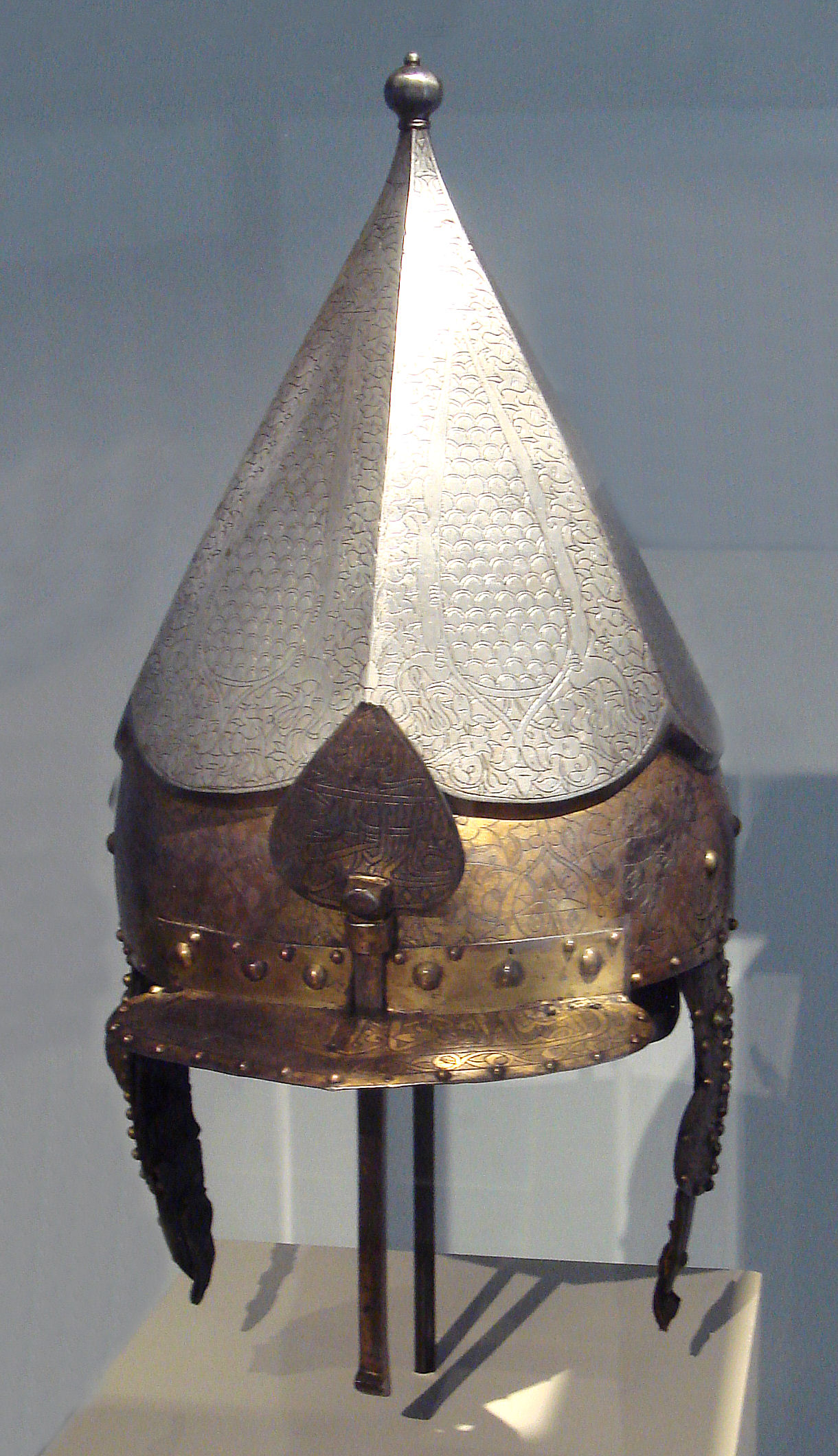
خوذة عثمانية ، بعلامات ترسانة سانت إيرين ، القسطنطينية ، ج. 1520، بالمتحف الحربي بباريس

استمرت الثقافة والتنظيم الاجتماعي المملوكي في جميع المدن حيث استمر توظيف وتعليم جنود المماليك أو الرقيق، بينما حاكم مصر كان حاكماً عثمانياً تحميه الميليشيات العثمانية،  وضع سقوط السلطنة المملوكية نهاية للحرب البحرية البرتغالية المملوكية لكن العثمانيين تولوا بعد ذلك محاولات وقف التوسع البرتغالي في المحيط الهندي .
فتح غزو الإمبراطورية المملوكية أيضًا أراضي إفريقيا للعثمانيين، ففي خلال القرن السادس عشر توسعت القوة العثمانية إلى الغرب من القاهرة على طول سواحل شمال إفريقيا، أنشأ خير الدين بربروسا قاعدة في الجزائر وأكمل لاحقًا فتح تونس عام 1534.
بعد القبض على الخليفة المتوكل الثالث أخر الخلفاء العباسيين في القاهرة تم إحضاره إلى القسطنطينية حيث تنازل في النهاية عن منصب الخلافة إلى خليفة سليم سليمان القانوني،  أدى هذا إلى تأسيس الخلافة العثمانية وأصبح السلطان خليفة للمسلمين، وبالتالي نقل السلطة الدينية من القاهرة إلى القسطنطينية.
ظلت القاهرة في أيدي العثمانيين حتى الغزو الفرنسي لمصر عام 1798 عندما قام نابليون الأول بغزو مصر.
كان غزو السلطنة المملوكية يعد أكبر مشروع عسكري حاوله أي سلطان عثماني على الإطلاق، حيث سمح ذلك للعثمانيين بالسيطرة على اثنتين من أكبر المدن في العالم في ذلك الوقت القسطنطينية ودمشق والقاهرة، لم تحكم إمبراطورية واحدة البحر الأسود والأحمر وبحر قزوين والبحر الأبيض المتوسط منذ الإمبراطورية الرومانية.
أثبت غزو مصر أنه مربح للغاية للعثمانيين حيث أنتجت عائدات ضريبية أكثر من أي إقليم عثماني آخر ووفر حوالي 25 ٪ من جميع المؤن والغذاء، كذلك السيطرة على مكة والمدينة والتي تعد من أهم المدن للمسلمين جعلت سليم وأحفاده خلفاء للعالم الإسلامي بأكمله حتى أوائل القرن العشرين.